# Europese weg 013
De Europese Weg 013 of E013 is een Europese weg die loopt van Sary-Ozek in Kazachstan naar Koktal in Kazachstan.

## Algemeen
De Europese weg 013 is een Klasse B-verbindingsweg en verbindt het Kazachse Zapadnoje met het Kazachse Astana en komt hiermee op een afstand van ongeveer 180 kilometer. De route is door de UNECE als volgt vastgelegd: Sary-Ozek- Khorgos. In 2002/2003 is besloten het trajectdeel Koktal - Khorgos te laten vervallen. Het huidige traject is daarmee als volgt vastgelegd: Saryözek (Сарыөзек) - Köktal (Көктал).